# サントリープロダクツ
サントリープロダクツ株式会社（英: Suntory Products Limited）は、東京都港区に本社を置く食品会社。サントリーグループの清涼飲料水の製造会社である。

## 概要
2009年4月1日のサントリー(株)の純粋持株会社制への移行に伴い、設立したサントリー食品インターナショナルが100％出資する清涼飲料の製造会社。

## 沿革
- 2009年4月1日 - サントリー(株)の純粋持株会社制への移行に伴い、設立。
- 2011年4月1日 - サントリービバレッジプロダクツ株式会社、サントリー天然水株式会社、サントリー天然水南アルプス株式会社の3社を統合[2]。
- 2013年5月27日 - 港区台場のサントリーグループ本部ビル（サントリー・ワールド・ヘッドクォーターズ）から中央区の東京スクエアガーデンへ本社を移転[3]。
- 2013年7月3日 - 親会社サントリー食品インターナショナルが東証1部に上場。
- 2015年4月1日 - サントリー食品工業、日本ペプシ製造を吸収合併[4]。
- 2021年春 - 親会社と共に港区の田町ステーションタワーNへ本社を移転。
- 2021年5月31日 - 同社10工場目、サントリー天然水第4水源地として、天然水北アルプス信濃の森工場稼働開始[5]。

## 主な製造品目
サントリーフーズ#主な商品を参照
ただし、「サントリー天然水＜阿蘇＞」はサントリービールの九州熊本工場で製造されているなど、一部商品は別会社の工場で製造されている。

## 事業所

### 本社
- 本社（オフィス）

東京都港区芝浦三丁目1-1 田町ステーションタワーN

### 工場
- 榛名工場

群馬県渋川市半田200
- 羽生工場

埼玉県羽生市大沼2-74
- 旧・日本ペプシコーラ製造株式会社。2015年4月1日に統合

- 多摩川工場

東京都稲城市大丸2271
- 旧・サントリー食品工業株式会社。2015年4月1日に統合

- 神奈川綾瀬工場

神奈川県綾瀬市深谷上8-27-1
- 天然水南アルプス白州工場

山梨県北杜市白州町鳥原2913-1
- 「サントリー天然水＜南アルプス＞」の製造工場
- サントリースピリッツ（株）白州蒸留所と隣接

- 天然水北アルプス信濃の森工場[6]

長野県大町市常盤8071-1
- 「サントリー天然水＜北アルプス＞」の製造工場[7]
- 2021年5月稼働[7]

- 木曽川工場

愛知県犬山市字角池30-4
- 宇治川工場

京都府城陽市富野荒見田80
- 旧・サントリー食品工業株式会社。2015年4月1日に統合

- 高砂工場

兵庫県高砂市荒井町新浜2-2-1
- 低アルコール飲料の製造も行っている

- 天然水奥大山ブナの森工場

鳥取県日野郡江府町大字御机字笠良原1177
- 「サントリー天然水＜奥大山＞」の製造工場

- 特記事項
  - 各工場ともISO14001を取得している